# Cychrus spinicollis
Cychrus spinicollis es una especie de escarabajo del género Cychrus, categorizada en la tribu Cychrini, de la subfamilia Carabinae.

## Distribución
Se distribuye por España.

## Taxonomía
Fue descrita por L. Dufour en 1857.
Tratamiento taxonómico
La especie aparece registrada y publicada en Nouvelle espèce de Cychrus. - pp. 382-383, pl. XV, in: Archives entomologiques ou recueil contenant des illustrations d'insectes nouveaux ou rares. Tome premier. - 514 pp., 22 pls.